# Detlef Kuke
Detlef Kuke es un deportista alemán que compitió para la RFA en vela en la clase Star. Ganó una medalla de bronce en el Campeonato Europeo de Star de 1975.

## Palmarés internacional
| Campeonato Europeo | Campeonato Europeo | Campeonato Europeo | Campeonato Europeo |
| Año                | Lugar              | Medalla            | Clase              |
| ------------------ | ------------------ | ------------------ | ------------------ |
| 1975               | Travemünde (RFA)   | Medalla de bronce  | Star               |